# Hiroki Nakada
Hiroki Nakada (中田 大貴 Nakada Hiroki?), född 4 november 1992 i Toyama prefektur, är en japansk fotbollsspelare.
Nakada började sin karriär 2014 i Kataller Toyama. Efter Kataller Toyama spelade han för Amitie SC Kyoto och Vanraure Hachinohe.